# Ágios Geórgios (Koita)
Ágios Geórgios (en grec moderne : Άγιος Γεώργιος, « Saint-Georges »), ou Áyios Geórgios, est un village du dème du Magne-Oriental, dans le district régional de Laconie, en Grèce.

## Géographie
Ágios Geórgios appartient à la communauté locale de Koita au sud-est du Magne au sud-ouest du Magne entre Areópoli et Geroliménas à 2 km de Koita.